# Utredningen i USA om rysk inblandning i valen 2016

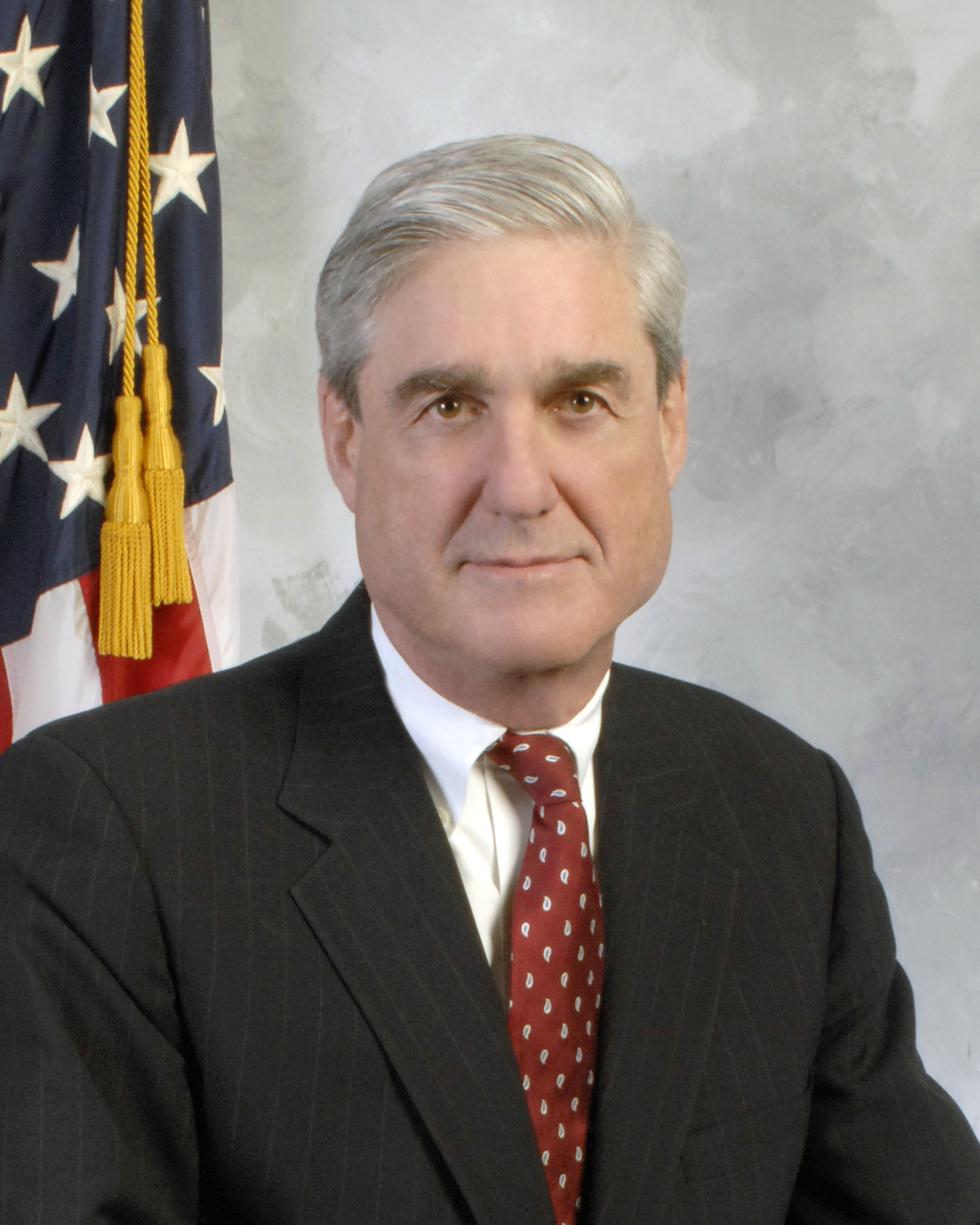
Den särskilde åklagaren Robert Mueller

Utredningen i USA om rysk inblandning i de amerikanska valen 2016 (även kallad Muellerutredningen eller Muellerrapporten) är en amerikansk särskild brottsutredning, vilken inleddes i maj 2017 och avslutades i mars 2019.
Utredningens mandat var att undersöka möjlig rysk inblandning i valen, inklusive eventuellt samröre mellan Donald Trumps valkampanj 2016 och Rysslands regering.
Utredningen fann att det förekom två större ryska försök att påverka valet till fördel för Trump med bland annat dataintrång hos myndigheter och producenter av rösträkningsmaskiner och storskalig spridning av desinformation till medborgare via olika medier. Bevis om över hundra kontakter mellan Trump-kampanjen och Ryssland hittades. Under utredningen väcktes 34 åtal, bland annat mot flera företrädare för Trump-kampanjen och 14 nya brottsutredningar startades därtill utifrån vad utredningen hittade.
Efter att en utredningsrapport presenterats i mars 2019 sökte Trumps bundsförvanter kritisera att anklagelserna om konspiration med Ryssland gått för långt. Dock har bevisningen i rapporten lett till att över 900 åklagare i USA, oavsett partitillhörighet, gått ut med en öppen skrivelse om att Trump med säkerhet, om han inte suttit på presidentposten, skulle ha åtalats för övergrepp i rättssak för sina aktiviteter att förhindra utredningen från att få fram sanningen.
Trump beordrade bland annat Vita Husets advokat Don McGahn att stoppa utredningen och sparka Robert Mueller samt att ljuga om att Trump beordrat detta men McGahn vägrade att utföra dessa ordrar. Exakt hur framgångsrik Trump varit med att blockera utredningen är ännu inte känt, men flera utredningar rörande detta och annat pågår i kongressen.

## Bakgrund
Den 17 maj 2017 utnämnde den biträdande amerikanske justitieministern Rod Rosenstein Robert Mueller, en tidigare chef för FBI, till särskild åklagare och ansvarig för justitieministeriets utredning om möjlig rysk inblandning i 2016 års amerikanska val. Utredningen tog bland annat över pågående utredningar inom FBI om Donald Trumps tidigare valkampanjchef Paul Manafort och den tidigare nationella säkerhetsrådgivaren Michael Flynn. 
Den 16 februari 2018 offentliggjorde Robert Mueller åtal mot bland annat 13 ryska medborgare och tre ryska organisationer.
Utnämningen av Mueller till särskild åklagare följde en serie händelser, inklusive president Donald Trumps avskedande av FBI-chefen James Comey, samt Comeys påstående att Trump begärt att Comey skulle avsluta FBI:s utredning av den tidigare säkerhetsrådgivaren Michael Flynn.
Robert Mueller sade efter utnämningen upp sig från sitt arbete på advokatfirman Wilmer Cutler Pickering Hale and Dorr tillsammans med sina kollegor Aaron Zebley och James L. Quarles III.
Muellers kontor avslutade sin utredning och lämnade slutrapporten till justitieministern William Barr den 22 mars 2019.

## Utredningsärenden
Den biträdande utrikesministern Rod Rosenstein, i sin roll som tjänstgörande justitieminister i ärendet efter det att justitiemininstern Jeff Sessions avsagt sig befattning med ärendet med hänvisning till jäv, har auktoriserade Robert Mueller att utreda och eventuellt åtala-
Utredningen kan omfatta:
- Rysk inblandning i valen 2016
- Kontakter mellan Trumpkampanjpersoner och ryska statliga tjänstemän
- Påstådd collusion mellan Trump-valkampanjen och ryska agenter
- Motarbetande av rättsprocess
- Utredning om finansiellt samröre
- Mikael Flynns verksamhet
- Prorysk lobbyverksamhet

## Kostnad för utredningen
Vid december 2018 hade utredningen kostat cirka 25 miljoner dollar men fick cirka 48 miljoner dollar. Mer än hälften av kostnaden för utredningen var för personalersättning och förmåner. Vinsterna uppstod huvudsakligen genom att avslöja obetalda skatter genom mål i utredningen och genom beslagtagande av tillgångar och insamling av böter.

## Åtal
I februari 2018 inleddes en rättsprocess genom att den särskilde åklagaren åtalade 19 personer, varav fem amerikanska, 13 ryska och en nederländsk medborgare, samt tre ryska organisationer, bland andra Internet Research Agency, för bland annat internettrollverksamhet. I åtalet påstås att medlemmar av den åtalade gruppen reste till USA för att bland annat skaffa sig konton på sociala media såsom föregivna amerikaner, öppna bankkonton med stulna identiteter som amerikaner, köpa annonser på sociala mediaplattformar samt organisera och finansiera politiska kampanjevenemang.

## Brottsanklagelser
| Anklagad            | Position                                   | Anklagelse | Ärendets status augusti 2018 | Anmärkning           |
| ------------------- | ------------------------------------------ | --- | --- | -------------------- |
| George Papadopoulos | Utrikespolitisk valkampanjrådgivare        | Oriktig uppgift i förhör | Erkänt brott den 5 oktober 2017. Dömd till 14 dagar i fängelse, en böter på 9500 dollar, 200 timmars samhällstjänst och 12 månaders villkorlig dom den 7 september 2018. | [ 14 ]               |
| Michael T. Flynn    | Kampanjrådgivare i utrikespolitiska frågor | Oriktig uppgift i förhör | Erkänt brott den 1 december 2017. | [ 16 ] [ 17 ]        |
| Richard Pinedo      | Affärsman                                  | Oriktig identitetsangivelse i samband med brottslig verksamhet | Erkänt brott den 2 februari 2018. | [ 19 ]               |
| Alex van der Zwaan  | London-baserad advokat                     | Oriktig uppgift i förhör | Dömd till 30 dagar i fängelse och böter på 20 000 dollar den 3 april 2018. Deporterad till Nederländerna den 5 juni 2018.                                                | [ 22 ] [ 23 ] [ 24 ] |
| Rick Gates          | Kampanjrådgivare                           | Oriktigt uppgift i förhör och konspiration mot USA | Erkänt brott den 23 februari 2018. | [ 26 ]               |
| Paul Manafort       | Kampanjordförande juni-aug 2016            | 23 stycken: assistera i förberedelsen av falska skatteåterbäringar (×5), prenumerera på falska skatteåterbäringar (×5), lämnat in en falsk ändrad skatteåterbäring, misslyckat att rapportera utländska bank- och finansiella konton (×3), bankbedrägeri konspiration (×5) och bankbedrägerier (×4) | Dömdes på 8 punkter (skattebedrägeri åren 2010–2014, bankbedrägeri på 2000-talet) den 21 augusti 2018.                                                                   | [ 29 ]               |

### Alex van der Zwaan
Den 16 februari 2018 anklagade Mueller advokaten Alex van der Zwaan för att göra falska uttalanden till FBI med avseende på Van der Zwans kommunikation med Gates och en annan person identifierad som "Person A", Dessutom raderat e-post efterfrågad av utredare. Van der Zwaan är svärson till German Khan, som äger Rysslands Alfa Bank tillsammans med Mikhail Fridman och Petr Aven, de tre är namngivna i Trump-Rysslands dossiern. Van der Zwaan erkände sig skyldig den 20 februari 2018; Den skyldiga grunden innehöll inte ett avtal om samarbete med Mueller-utredningen. Den 3 april 2018, dömdes van der Zwaan till 30 dagar i fängelse och beordrades att betala 20 000 dollar i böter.
Van der Zwaan släpptes från fängelset den 4 juni och deporterades nästa dag.

## Reaktioner
Muellers utnämning för att övervaka utredningen fick omedelbart stort stöd från demokrater och från en del republikaner i kongressen. Senator Charles Schumer sa, "Tidigare direktör Mueller är exakt rätt person för detta jobb. Jag har nu betydligt större förtroende att utredningen kommer att följa fakta vart de än leder." Senator Dianne Feinstein sa, "Bob var en bra amerikansk advokat, en bra FBI-direktör och det finns ingen bättre person som kunde bli ombedd att utföra denna funktion." Hon tillade, "Han respekteras, han är begåvad  och han har kunskapen och förmågan att göra det rätta."
Mycket av det republikanska stödet i kongressen var ljummet: Rep. Peter T. King sa: "Det är okej. Jag tror bara inte att det finns något behov av det." Republikanen Newt Gingrich twittrade att Mueller är ett "utmärkt val för att vara särskild utredare. Hans rykte är felfritt när det kommer till ärlighet och integritet," men mindre än en månad senare twittrade han "Republikanerna är förvirrade om de tror att den särskilda utredaren kommer att vara rättvis."
Tidigare särskilda åklagaren Kenneth Starr, som hade utrett Bill Clinton under Clinton-administrationen, sa att teamet var "ett bra, bra team av fullständiga proffs."

### Efter rapportens publicering
Före rapportens offentliggörande gav William Barr sin version av vad rapporten påstods beskriva i mars 2019. Då kritiserade Trump-anhängare på kanalen Fox News media för att ha gått för långt med att anklaga Trumpadministrationen för att ha konspirerat med Ryssland  och de kritiserade också att kommentatorer och politiker sällan ifrågasattes om vilka bevis de hade när de spekulerade om Trumpkampanjens samarbete med Ryssland.
En av kritikerna var Glenn Greenwald, förespråkare för att normalisera kontakter mellan Trump och Ryssland,  som sade att "det här är det mest sorgliga mediaspektakel jag sett sedan jag blev journalist." Greenwald menade att besattheten av Ryssland och Trump hade tagit fokus från flera andra viktiga saker.
Efter att Mueller-rapporten sedan till viss del blivit offentlig blev det känt att Robert Mueller konfronterat William Barr med att han inte korrekt återgivit Mueller-rapportens innehåll i den summering Barr skrivit och spridit. Mueller-rapporten specificerade synergin mellan Trump-kampanjen och Ryssland med detaljer om att Trump-kampanjen varit välkomnande till stödet från Moskva och att kampanjen förväntade sig att tjäna på Rysslands angrepp på presidentvalet.

## Opinionsundersökningar
En opinionsundersökning genomförd i maj 2017 av Politico/Morning Consult visade att 81 procent av amerikanska väljare stödjer den särskilda åklagarens utredning.
En undersökning som publicerades i november 2017 av ABC News och The Washington Post fann att 58 procent av amerikanerna godkände Muellers hantering av sin utredning, medan 28 procent ej godkände. Det indikerades också att hälften av amerikanerna trodde att president Trump inte samarbetade med utredningen. En undersökning genomförd av Quinnipiac och publicerad den 15 november 2017, föreslog att 60 procent av amerikanerna trodde att Muellers utredning fortsatte rättvist, medan 27 procent trodde att det inte var det. Undersökningen fann också att 47 procent av de svarande sade att president Trump borde bli åtalad om han skulle avskeda Mueller.
En undersökning publicerad den 26 februari 2018 av USA Today/Suffolk University visade att en majoritet på 58 procent av de registrerade väljarna sa att de hade mycket eller hade en del förtroende för Muellers utredning, medan en majoritet på 57 procent sade att de hade litet eller inget förtroende för Trumps förnekelser. Vidare sa 75 procent att de tog de anklagelser inlämnade av Mueller på allvar.